# عمارة بريستول البيزنطية

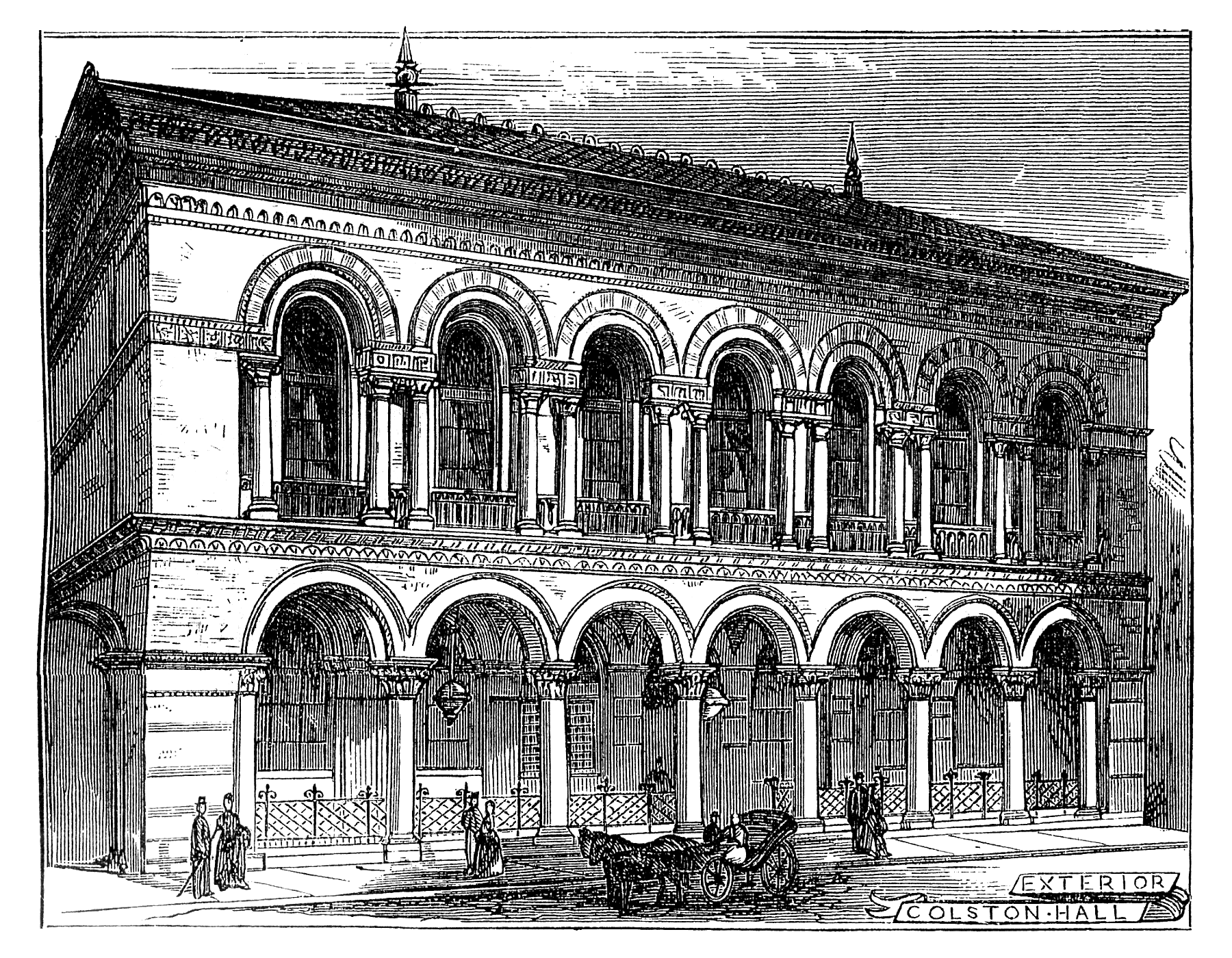
قاعة كولستون في بريستول، إنجلترا (1873).

عمارة برستول البيزنطية (بالإنجليزية: Bristol Byzantine architecture) هي إحدى أنواع العمارة البيزنطية الجديدة التي كانت شائعة في مدينة بريستول في إنجلترا من حوالي 1850 وحتى 1880. يُشار بالذكر إلى أن الكثير من المباني التي تم تصميمها بهذا الطراز قد تضرر أو تعرض للتدمير، إلا أن عدداً معتبراً من الأمثلة كقاعة كولستون في بريستول قد نجى.

## معرض صور

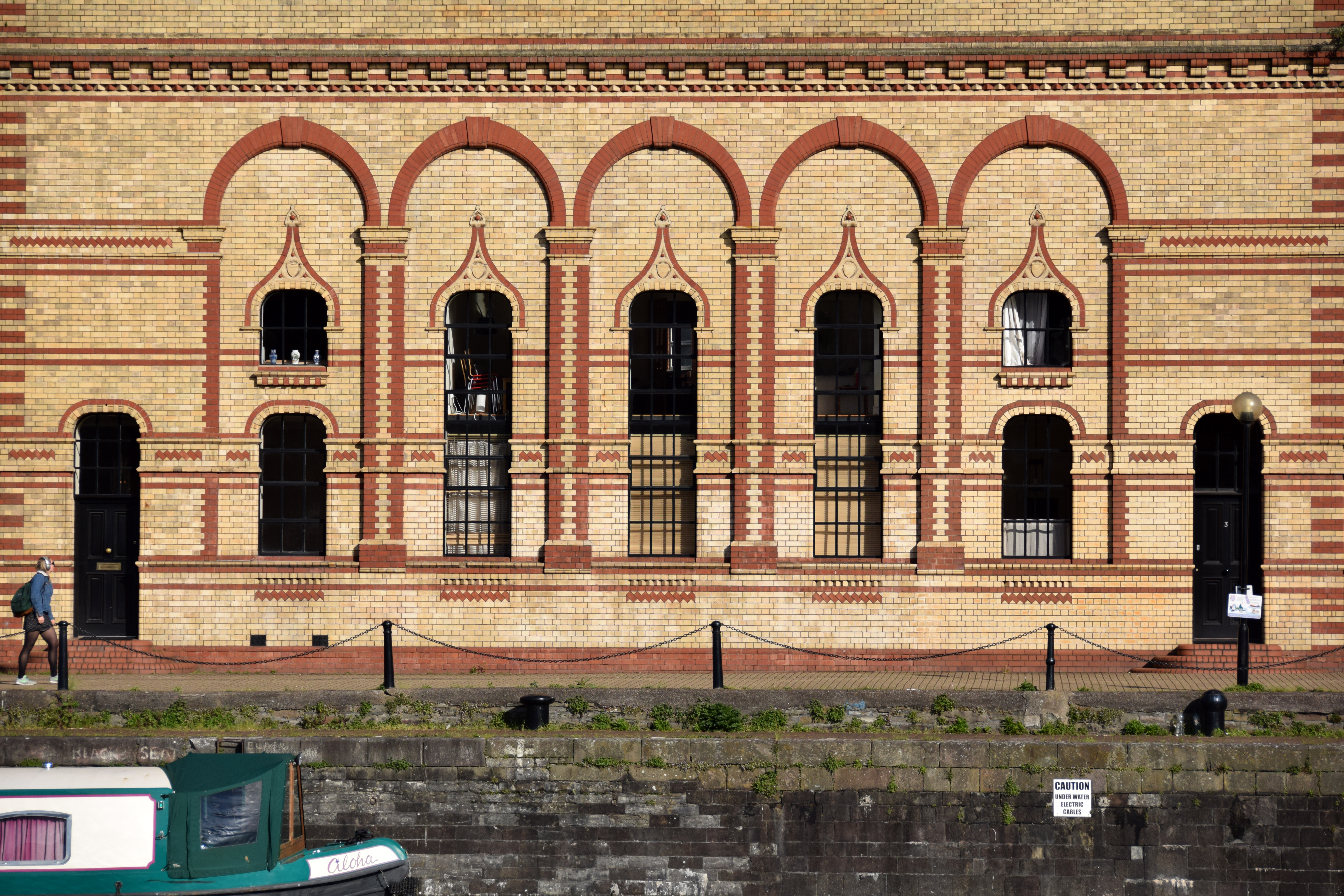
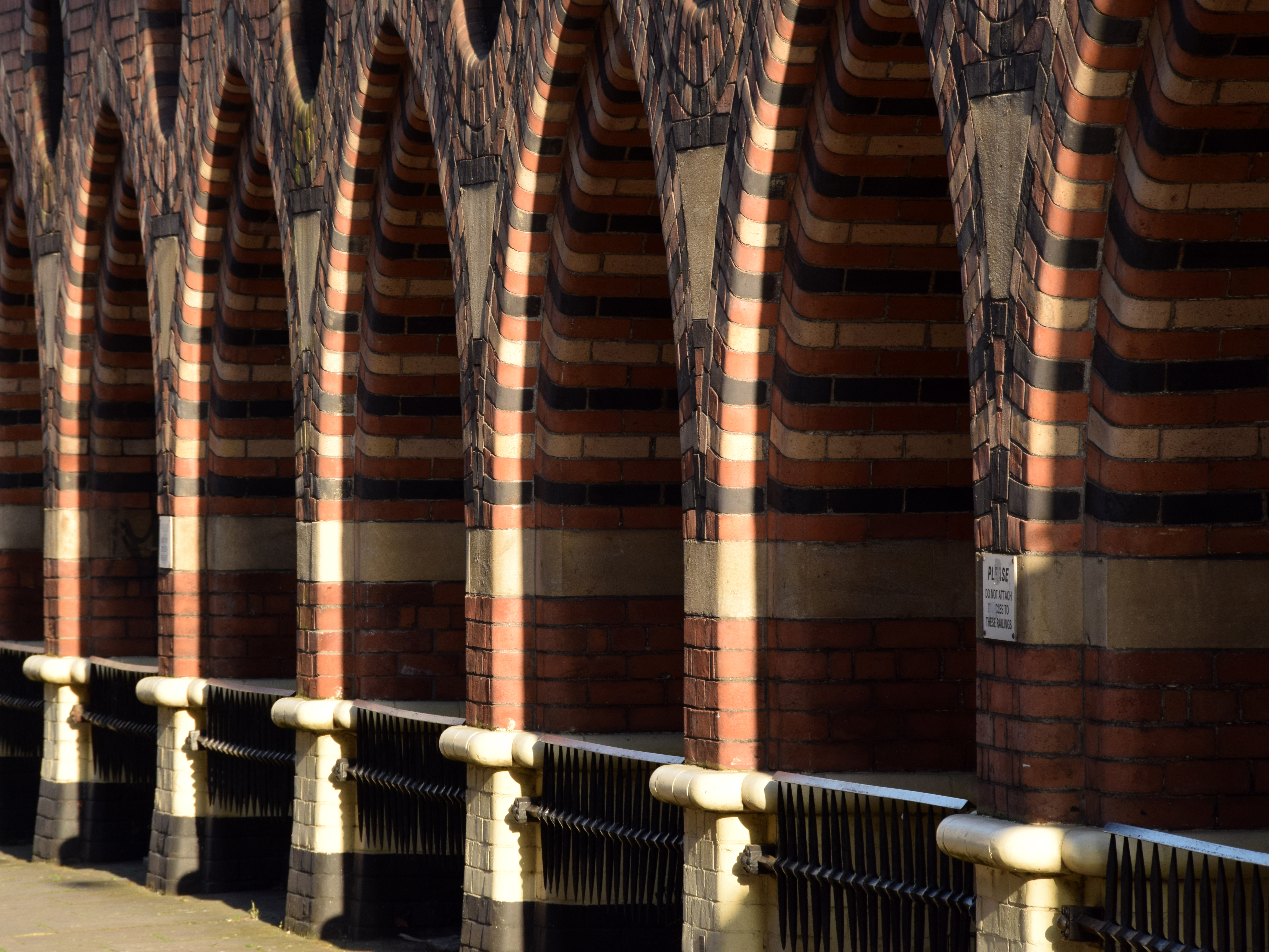
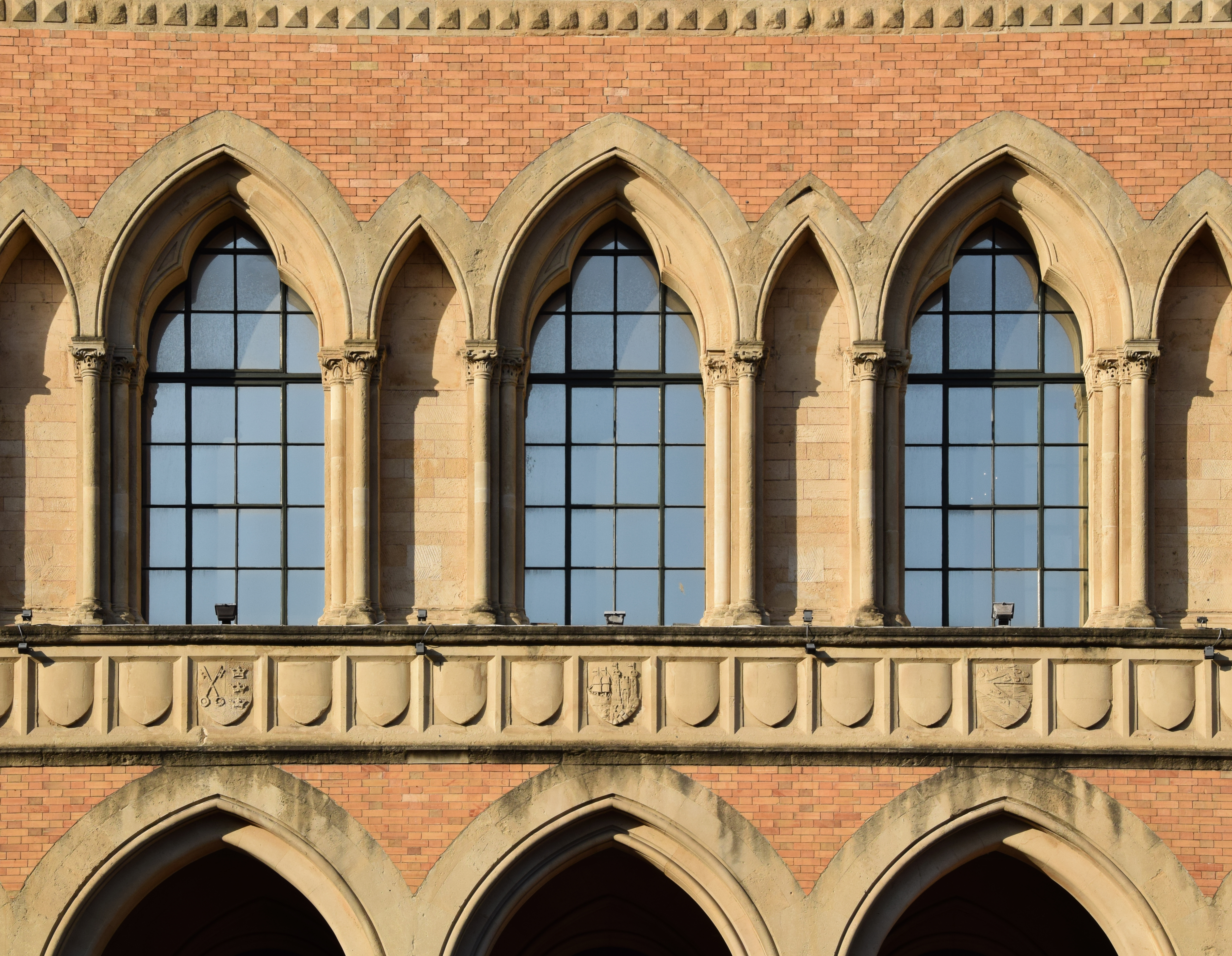
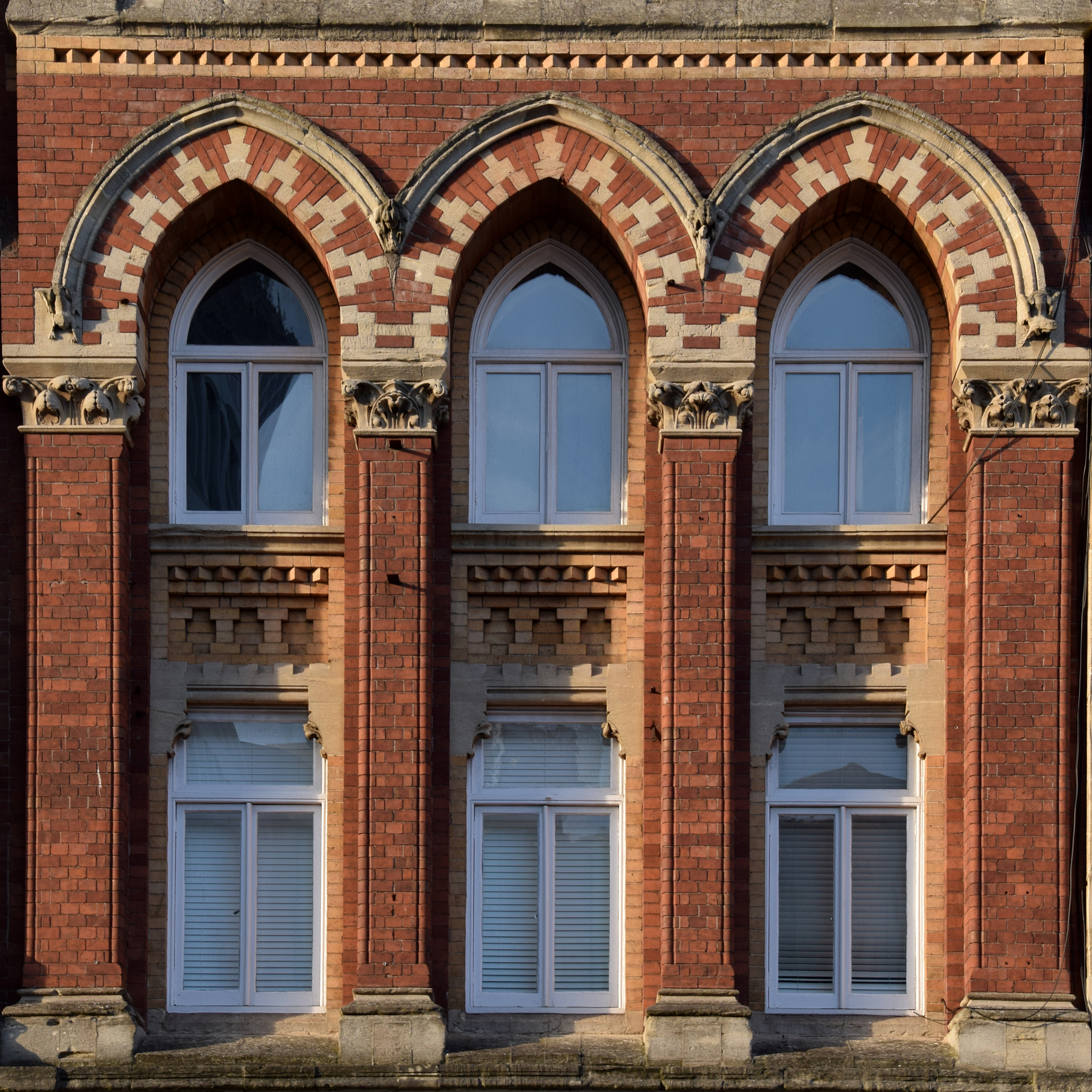

## وصلات خارجية
- عمارة بريستول البيزنطية